# Роде (коммуна)
Роде (норв. Råde) — коммуна в губернии Эстфолл в Норвегии. Административный центр коммуны — город Карлсхус. Официальный язык коммуны — букмол. Население коммуны на 2007 год составляло 6825 чел. Площадь коммуны Роде — 118,57 км², код-идентификатор — 0135.

## История населения коммуны
Население коммуны за последние 60 лет.

Статистика коммуны Роде